# Дьяо, Усман
Усма́н Дьяо́ (фр. Ousmane Diao; 8 июня 2004, Дакар) — сенегальский футболист, защитник клуба «Мидтьюлланн».

## Биография
Начал заниматься футболом в юношеской команде «Уакам», а в 2019 присоединился к академии клуба «Дару Салам».
В январе 2023 года перешел в португальский клуб «Мафра» из Второй лиги. 29 января 2023 года дебютировал за «Мафру» в матче Второй лиги против «Оливейренсе».
19 августа 2023 года в поединке Второй лиги против клуба «Пасуш де Феррейра» забил свой первый мяч в профессиональной карьере. Всего в сезоне 2023/24 провёл за «Мафру» 37 матчей, в которых отличился 2 голами.
27 июня 2024 года перешёл в датский «Мидтьюлланн», подписав пятилетний контракт. 19 июля дебютировал за «Мидтьюлланн», выйдя в стартовом составе в матче Суперлиги против «Орхуса». Дебютировал в еврокубках 23 июля в поединке квалификации Лиги чемпионов УЕФА против андоррского клуба «Унио Эспортива Санта-Колома» и отличился своим первым мячом за клуб. 1 сентября в матче против «Силькеборга» забил свой первый гол в Суперлиге.